# Зелёный Гай (Украинский сельский совет)
Зелёный Гай (укр. Зелений Гай) — село,
Украинский сельский совет,
Петропавловский район,
Днепропетровская область,
Украина.
Код КОАТУУ — 1223886004. Население по переписи 2001 года составляло 52 человека .

## Географическое положение
Село Зелёный Гай находится на правом берегу реки Сухой Бычок,
ниже по течению на расстоянии в 0,5 км расположено село Новосёловка,
на противоположном берегу — посёлок Украинское.